# Brachythecium capillaceum
Brachythecium capillaceum là một loài Rêu trong họ Brachytheciaceae. Loài này được (F. Weber & D. Mohr) Giacom. mô tả khoa học đầu tiên năm 1947.